# ألبرت سارو
ألبرت بيير سارو (بالفرنسية: Albert Sarraut)، من مواليد 28 يوليو 1872 كان سياسيًا فرنسيًا راديكاليًا، شغل منصب رئيس الوزراء مرتين خلال الجمهورية الثالثة، توفي سارو 26 نوفمبر 1962.

## السيرة الذاتية
وُلد سارو في 28 يوليو 1872 في بوردو، جيروند، فرنسا. شغل سارو منصب الحاكم العام للهند الصينية الفرنسية من 1912 إلى 1914 ومن 1917 إلى 1919.
عبّر سارو، بصفته وزيرًا للداخلية في حكومة إدوار دلادييه، عن قلقه المتزايد مما اعتبره تدفق اللاجئين الإسبان الفارين من نظام فرانكو خلال الحرب الأهلية الإسبانية. أصدر سارو، في أبريل 1938، بيانًا دعا فيه إلى "العمل المنهجي والنشط والسريع لتخليص البلاد من العناصر غير المرغوب فيها".
صوّت سارو، في 10 يوليو 1940، لصالح منح الحكومة برئاسة فيليب بيتان السلطة لوضع دستور جديد، مما أنهى فعليًا الجمهورية الفرنسية الثالثة وأسس حكومة فيشي. اعتزل سارو السياسة بعد ذلك. تولى إدارة صحيفة العائلة "لا ديبيش دو تولوز" بعد مقتل رئيس تحريرها، شقيقه موريس سارو، على يد الميليشيا في عام 1943.
توفي سارو في باريس في 26 نوفمبر 1962. سُمّيت ثانوية ألبرت سارو في هانوي باسمه.